# Битва за Мощун
Битва за Мощун — одна з найзапекліших битв під час оборони Києва, що тривала з 5 до 21 березня 2022 року, на початковій фазі російського вторгнення в Україну за контроль над селом Мощун і околицями.
Мощун був стратегічно важливою позицією для російських окупаційних військ, оскільки захопивши його, вони могли вийти на Київ. Для захоплення Мощуна Росія використала підготовлені війська та значну кількість техніки. Мощунська битва стала однією з найважливіших під час оборони Києва в березні 2022 року.

## Передумови
Після висадки російського десанту на Гостомельський аеропорт, основні сили російських військ почали масований наступ на Київ з Білорусі через чорнобильську зону відчуження. В ході стрімкого просування російські окупаційні війська взяли під контроль Чорнобиль, Іванків, Димер, Бородянку, і підійшли впритул до Бучі.
Українські війська, відступаючи, підірвали мости через річку Ірпінь з метою стримування наступу противника. Обстріли та бої вздовж річки тривали вже кілька днів.
5 березня, після зайняття рубежу Буча-Гостомель основними силами російської армії, підрозділи 76-ї десантно-штурмової дивізії та 98-ї повітрянодесантної дивізії були направлені на форсування річки Ірпінь в районі села Мощун.

## Хід битви

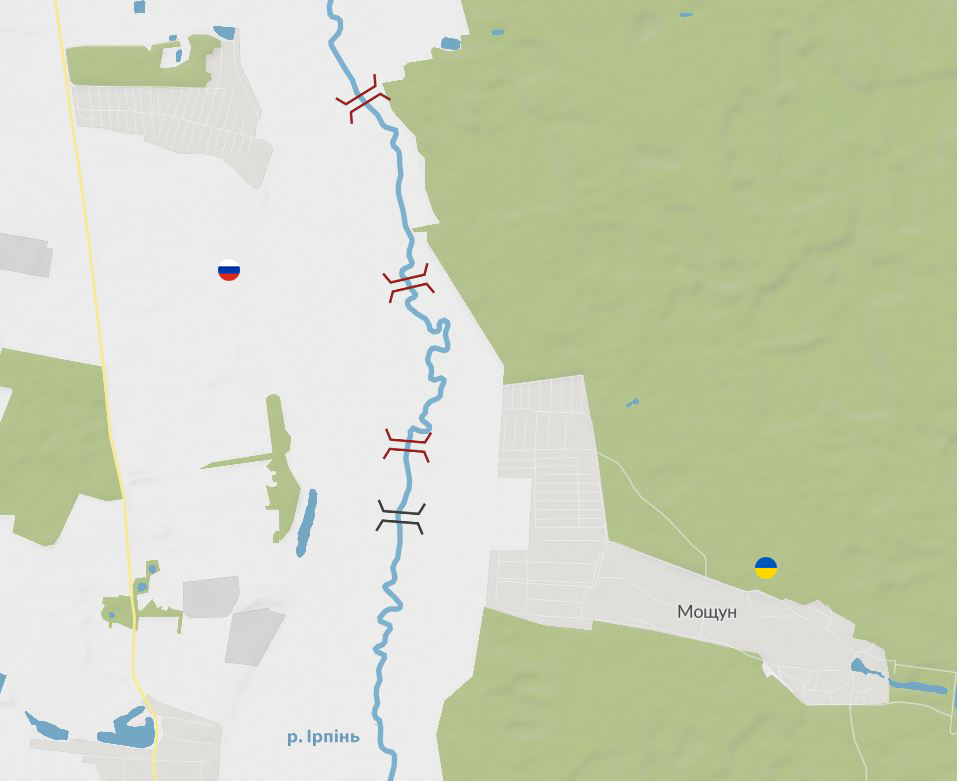
Карта-схема обох берегів річки Ірпінь із зображенням одного знищеного моста і трьох понтонних переправ наведених російськими військами під час боїв за село Мощун

5 березня незначні сили підрозділів спеціального призначення РФ зайняли північно-західну частину села.
Вранці 6 березня російські війська почали форсувати річку значними силами. На той час оборону села утримувала рота 72-ої ОМБр. Під тиском українські бійці відступили до центру села і перегрупувались. Тоді на підкріплення прибули спецпризначенці, озброєні протитанковими засобами. Російський артилерійський вогонь, мінометні обстріли, авіаудари, атаки з безпілотників і ударних гелікоптерів безперервно накривали село. Російські засоби РЕБ перервали зв'язок і вивели з ладу українські безпілотники, інженерні підрозділи армії РФ навели першу переправу через річку Ірпінь.
На той час росіяни зіткнулися із запеклим опором української армії і сил територіальної оборони в сусідньому місті Ірпінь та інших районах на захід від столиці. Не зумівши прорвати оборону України там, російські окупаційні війська вирішили зосередитися на просуванні до Києва через Мощун.
8 березня було підірвано частину Козаровицької дамби, щоб змусити потік води з Київського водосховища спуститися в Ірпінь, проти течії річки, і створити природну перепону, фактично обмеживши російським військам в районі аеропорту «Антонов» доступ до Мощуна, який вони розглядали як ворота до Києва. Рівень води в Ірпені піднявся на 1,5–2 метри, чим було ускладнено форсування річки.
11 березня російські війська почали масований штурм Мощуна з усіх боків. Українські війська ввели в село додаткові сили, щоб відбити наступ. В наступні дні українські сили під впливом «вогневого валу» поступово відступали на околиці села, основні сили українських військ займали оборону в лісі біля Мощуна.
15-18 березня російським військам вдалося відкинути більшість українських військ на околицю Мощуна. У ці дні командир 72-ої ОМБр Олександр Вдовиченко в розмові з Головнокомандувачем ЗСУ Валерієм Залужним запропонував українським силам повністю відступити з Мощуна, на що генерал Залужний відповів: «Якщо відійдете — далі Київ». Командування вирішило продовжувати оборону села. Полковник Вдовиченко ухвалив рішення змінити тактику. Він почав проводити ротацію сил не довше, ніж на три дні, і ввів у бій додатковий батальйон. Після проведених контратак  Збройні сили України остаточно відбили втрачені позиції. Починаючи із 19 березня, українські сили оборони почали поступово відтісняти російських окупантів із Мощуна.
За кілька днів українські підрозділи заблокували Мощун з двох боків і почали обстрілювати з важкої артилерії місця переправи і зосередження російських військ. Українська армія витіснила російські війська до річки Ірпінь.

21 березня ЗСУ повністю звільнили село Мощун від російських загарбників.

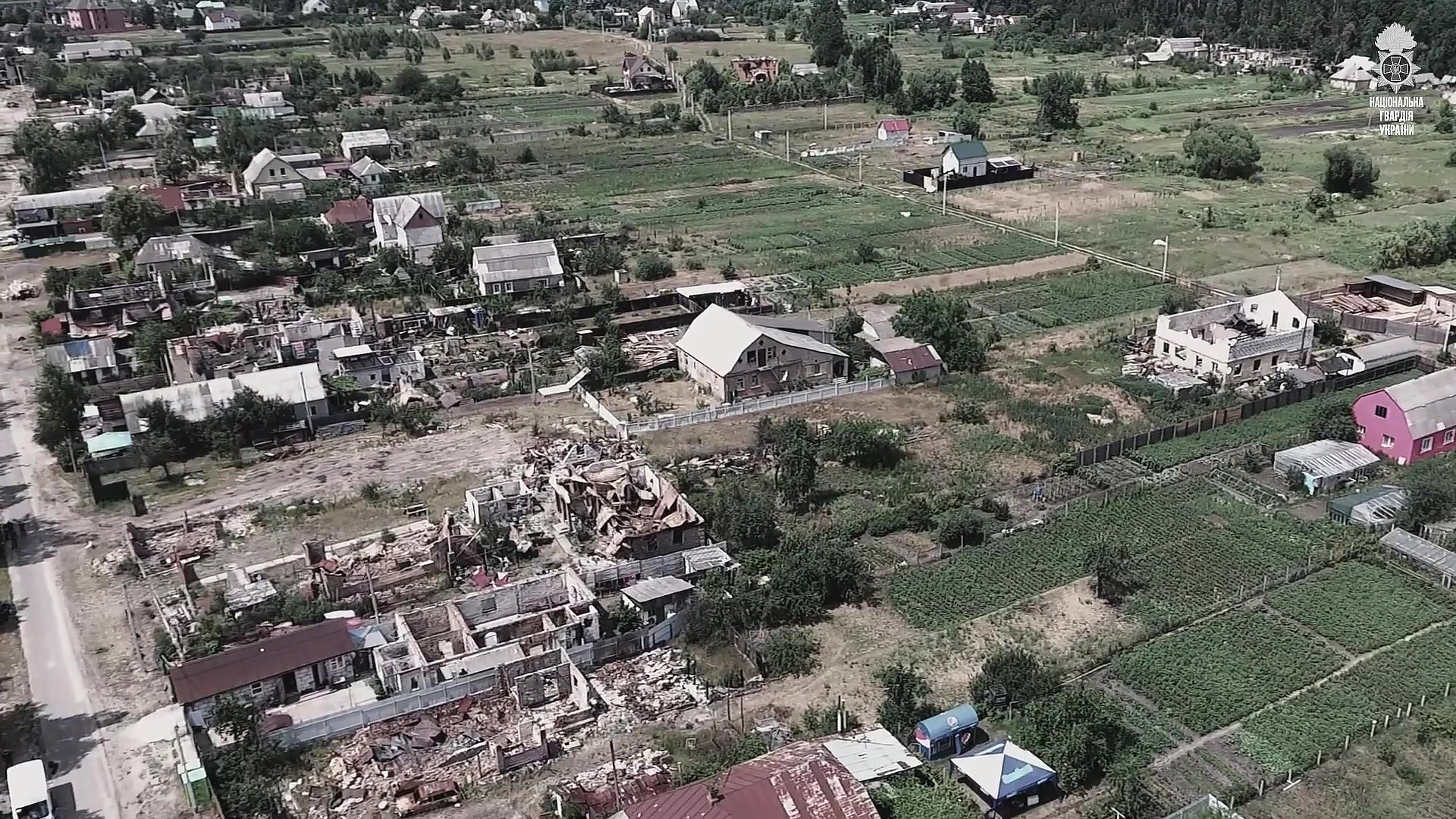
Руйнування в селі

## Значення
Мощун став одним із форпостів оборони Києва. На невелике село Мощун — стратегічну точку, яку необхідно було взяти росіянам, щоб вийти на Київ — противник кинув кваліфіковані війська і усе можливе озброєння: ствольну і реактивну артилерію, міномети, авіацію. Попри складне становище, українській армії вдалось зупинити масований наступ противника і в подальшому відтіснити російські війська на лівий берег річки Ірпінь.
Програші російських військ в Мощуні, Ірпені, Макарові та інших населених пунктах, зрештою, змусили їх відступити з території Київської області.

## Наслідки
Під час важких боїв у селі Мощун було знищено близько 2 тисяч будинків із 2,8 тисяч.

## Втрати

### Україна
У ході битви за Мощун загинуло близько 118 українських військовослужбовців. 

### РФ
За даними розслідування «Радіо Свобода», в битві загинули принаймні близько сотні російських військовослужбовців. Вони належали до 76-ї, 98-ї та 106-ї дивізій ПДВ, а також 155-ї та 40-ї бригад морської піхоти. Не менше 45 десантників втратив лише 331-й парашутно-десантний полк 98-ї дивізії. Загинуло не менше 3 нагороджених медаллю «За повернення Криму». В селі було знищено або покинуто близько 30 одиниць російської військової та інженерної техніки. Не менше 5 учасників битви (з яких троє — посмертно) отримали звання «Герой Російської Федерації».

## Вшанування
Після деокупації у сосновому лісі біля села було встановлено Меморіал пам’яті «Янголи Перемоги», присвячений українським воїнам, загиблим у боях за Мощун.